# Siphamia argentea
Siphamia argentea är en fiskart som beskrevs av Lachner, 1953. Siphamia argentea ingår i släktet Siphamia och familjen Apogonidae. Inga underarter finns listade i Catalogue of Life.